# غريغ برادي
غريغ برادي هو مدون كندي، ولد في 1971.